# Preußenlied
El "Preußenlied" (literalmente "Canción de Prusia" en alemán) fue el himno nacional del Reino de Prusia de 1830-1840. Debido a sus letras de apertura, también fue conocido como "Ich bin ein Preuße, kennt ihr meine Farben?" ('Soy un prusiano, ¿conocéis vosotros mis colores?').

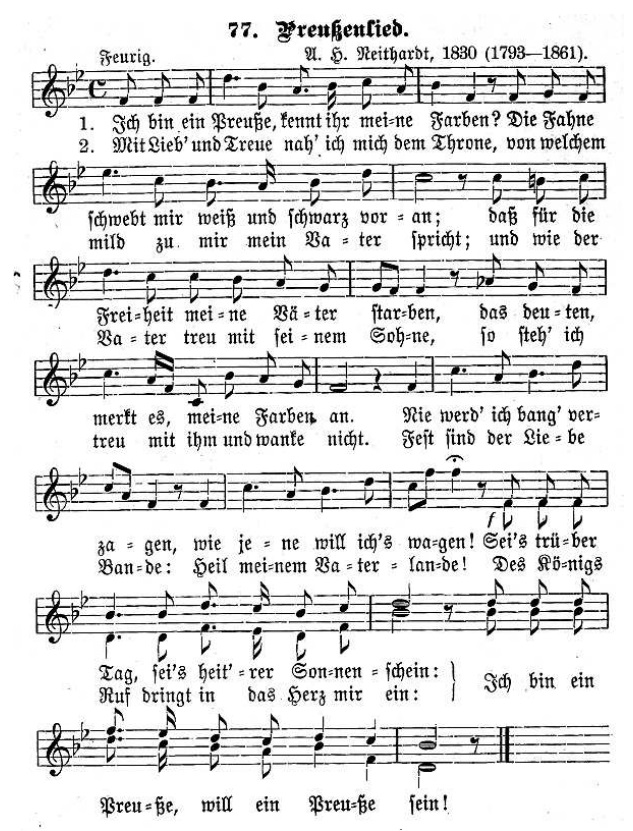

## Historia
Bernhard Thiersch (1793-1855), el director de un Gymnasium en Dortmund, escribió los primeros seis versos de la canción en Halberstadt para honrar el cumpleaños del rey Federico Guillermo III de Prusia en 1830. La melodía fue compuesta en 1832 por August Neithardt (1793 -1861), el director de música real del 2nd Regimiento de Granaderos de la Guardia del ejército prusiano. El Dr. F. Th. Schneider agregó un séptimo verso en 1851.
El "Preußenlied" reemplazo al himno anterior, "Borussia" y fue sucedido por "Heil dir im Siegerkranz".
Debido a que casi todos los alemanes al este del Oder fueron expulsados después de la Segunda Guerra Mundial, el "Preußenlied" a veces se cantaba por organizaciones de refugiados, tales como la Asociación Territorial de Prusia Oriental.

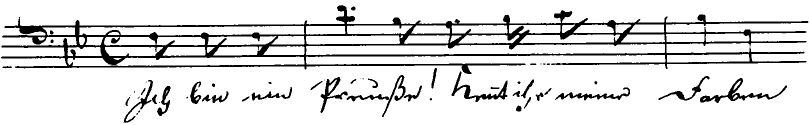
Notas musicales.

## Letra del himno en alemán y español
| Ich bin ein Preuße, kennt ihr meine Farben? Die Fahne schwebt mir weiß und schwarz voran; daß für die Freiheit meine Väter starben, das deuten, merkt es, meine Farben an. Nie werd ich bang verzagen, wie jene will ich's wagen \|: sei's trüber Tag, sei's heitrer Sonnenschein, ich bin ein Preuße, will ein Preuße sein. :\|             | Soy un prusiano, ¿conocéis mis colores? La bandera ondea para mí en blanco y negro; que mis padres murieron por la libertad, eso indican, notadlo, mis colores. Nunca me desalentaré, como aquellos, me atreveré, \|:ya sea un día nublado o un brillante sol, soy un prusiano, quiero ser un prusiano. :\| |
| Mit Lieb und Treue nah ich mich dem Throne, von welchem mild zu mir ein Vater spricht; und wie der Vater treu mit seinem Sohne, so steh ich treu mit ihm und wanke nicht. Fest sind der Liebe Bande, Heil meinem Vaterlande! \|: Des Königs Ruf dring in das Herz mir ein: Ich bin ein Preuße, will ein Preuße sein. :\|                     | Me acerco al trono con amor y lealtad, desde donde un padre amable me habla; y como el padre es fiel a su hijo, también yo soy fiel a él y no vacilo. Fuertes son los lazos del amor, salud a mi patria querida. \|: El llamado del rey penetra en mi corazón: Soy prusiano y quiero ser prusiano. :\| |
| Nicht jeder Tag kann glühn im Sonnenlichte; ein Wölkchen und ein Schauer kommt zur Zeit. Drum lese keiner mir es im Gesichte, daß nicht der Wünsche jeder mir gedeiht. Wohl tauschten nah und ferne mit mir gar viele gerne; \|: ihr Glück ist Trug und ihre Freiheit Schein: Ich bin ein Preuße, will ein Preuße sein. :\|                  | No todos los días pueden brillar bajo la luz del sol; Una nubecilla y una lluvia llegan de vez en cuando. Así que nadie me lea en la cara, Para que nadie se dé cuenta de que no todos mis deseos prosperan. Muchos estarían dispuestos a cambiar lugares conmigo, Tanto los cercanos como los lejanos; \|: Su felicidad es una ilusión y su libertad es aparente: Soy prusiano y quiero seguir siéndolo. :\|                                 |
| Und wenn der böse Sturm mich wild umsauset, die Nacht entbrennet in des Blitzes Glut, hat's doch schon ärger in der Welt gebrauset, und was nicht bebte, war des Preußen Mut. Mag Fels und Eiche splittern, ich werde nicht erzittern; \|: Es stürm, es krach, es blitze wild darein: Ich bin ein Preuße, will ein Preuße sein. :\|          | Y cuando la malvada tormenta me envuelve salvajemente, la noche se enciende en el fulgor del rayo, ya ha habido peores tumultos en el mundo, y lo que no temblaba era el valor del Prusiano. Pueden resquebrajarse las rocas y los robles, yo no temblaré; \|: Que haya tormenta, estruendo y relámpagos salvajes: Soy un Prusiano, quiero ser un Prusiano. :\|                                                                               |
| Wo Lieb und Treu sich um den König reihen, wo Fürst und Volk sich reichen so die Hand, da muß des Volkes wahres Glück gedeihen, da blüht und wächst das schöne Vaterland. So schwören wir aufs neue dem König Lieb und Treue! \|: Fest sei der Bund! Ja schlaget mutig ein: Wir sind ja Preußen, laßt uns Preußen sein. :\|                  | Donde el amor y la lealtad se unen en torno al rey, donde el príncipe y el pueblo se dan la mano, allí debe florecer la verdadera felicidad del pueblo, allí florece y crece la hermosa patria. Así que renovamos nuestro juramento de amor y lealtad al rey. Somos prusianos, seamos prusianos. :\| |
| Und wir, die wir am Ost- und Nordseestrande, als Wacht gestellt, gestählt von Wog' und Wind, wir, die seit Düppel durch des Blutes Bande an Preußens Thron und Volk gekettet sind, wir woll'n nicht rückwärts schauen, nein, vorwärts mit Vertrauen! \|: Wir rufen laut in alle Welt hinein: Auch wir sind Preußen, wollen Preußen sein! :\| | Y nosotros, quienes en la playa del Mar del Este y del Norte, como guardia, fortalecidos por las olas y el viento, nosotros, quienes desde Düppel por los lazos de sangre estamos unidos al trono y al pueblo de Prusia, no queremos mirar hacia atrás, ¡no, adelante con confianza! \|: Gritamos en todo el mundo: ¡También nosotros somos prusianos, queremos ser prusianos! :\|                                                            |
| Des Preußen Stern soll weithin hell erglänzen, des Preußen Adler schweben wolkenan, des Preußen Fahne frischer Lorbeer kränzen, des Preußen Schwert zum Siege brechen Bahn. Und hoch auf Preußens Throne im Glanz von Friedrichs Krone \|: beherrsche uns ein König stark und mild, und jedes Preußen Brust sei ihm ein Schild! : \|         | La estrella de Prusia debe brillar intensamente, el águila de Prusia debe volar entre las nubes, la bandera de Prusia debe coronarse con fresco laurel, la espada de Prusia debe abrirse camino hacia la victoria. Y en lo alto del trono de Prusia, con el brillo de la corona de Federico, que un rey fuerte y amable nos gobierne, ¡y que el pecho de cada prusiano sea su escudo! ¡Que la alianza sea firme! Golpeemos valientemente: :\| |